# مروان مقايز
مروان مجايز (مواليد 28 يوليو 1983) لاعب كرة يد تونسي يلعب لصالح نادي بالينغن فايلشتيتن الألماني ويمثل منتخب تونس.
شارك مع منتخب تونس في أولمبياد لندن 2012 وساهم في وصول المنتخب للدور ربع النهائي.

## روابط خارجية
- مروان مقايز على موقع الاتحاد الأوروبي لكرة اليد (الإنجليزية)
- مروان مقايز على موقع الاتحاد الفرنسي لكرة اليد (الفرنسية)
- مروان مقايز على موقع أوليمبيديا (الإنجليزية)